# Anne Golon
Anne Golon, pseudonimo di Simonne Changeux (Tolone, 17 dicembre 1921 – Le Chesnay, 14 luglio 2017), è stata una scrittrice francese famosa per aver scritto insieme al marito Serge Golon la serie di romanzi del ciclo di Angelica.

## Biografia
Anne Golon nacque come Simone Changeux il 17 dicembre 1921 a Tolone, un porto nel sud-est della Francia. Era la figlia di Pierre Changeux, uno scienziato e un capitano della Marina francese. Interessata alla pittura e alla scrittura fin dalla prima infanzia, ha pubblicato il suo primo romanzo, Au pays de derrière mes yeux, quando aveva 18 anni sotto lo pseudonimo Joëlle Danterne. Poi ha iniziato a lavorare come giornalista.
Nell'estate del 1940, quando la Francia fu occupata dai nazisti, la famiglia si trasferì a vivere a Versailles. Simone lasciò la Francia occupata in bicicletta e si trasferì in Spagna. Tornata in patria al termine della guerra, riprese a scrivere usando diversi pseudonimi, ha fondato la rivista France 1947 (divenuta in seguito France Magazine) e ha ricevuto un premio letterario per il romanzo La Patrouille des saints-innocents.
Recatasi in Africa come giornalista freelance, nel 1947 conobbe il suo futuro marito, Vsevolod Sergeïvich Goloubinoff, meglio conosciuto come Serge Golon. Sposatisi a Pointe-Noire, la coppia ha avuto quattro figli: Cyrille (n. 1950), Nadine (n. 1955), Pierre (n. 1957) e Marina (n. 1961). La vita in Congo, tuttavia, divenne sempre più difficile e la coppia decise di tornare in Francia, stabilendosi a Versailles.
Nel 1952, aiutata per le ricerche storiche dal marito, la scrittrice iniziò la scrittura di un romanzo storico ambientato nel XVII secolo con protagonista una eroina immaginaria Angelica, soprannominata la Marchesa degli Angeli, contemporanea di Luigi XIV. Il romanzo intitolato Angelica la Marchesa degli Angeli venne editato per la prima volta nel 1956 in Germania ed accreditato ad Anne Golon. Quando venne pubblicato in Francia l'anno seguente venne invece accreditato ad Anne e Serge Golon. I due loro nomi vennero successivamente combinati in "Sergeanne Golon" dagli editori britannici quando il romanzo venne tradutto in lingua inglese. Tredici volumi di questa storica saga sono stati pubblicati tra il 1953 e il 1985. La popularità dei romanzi di Angelica portò negli anni '60 alla realizzazione di una serie di cinque film diretti da Bernard Borderie. In essi l'attrice Michèle Mercier interpretò il ruolo di Angelica e Robert Hossein quello di suo marito, Joffrey de Peyrac.

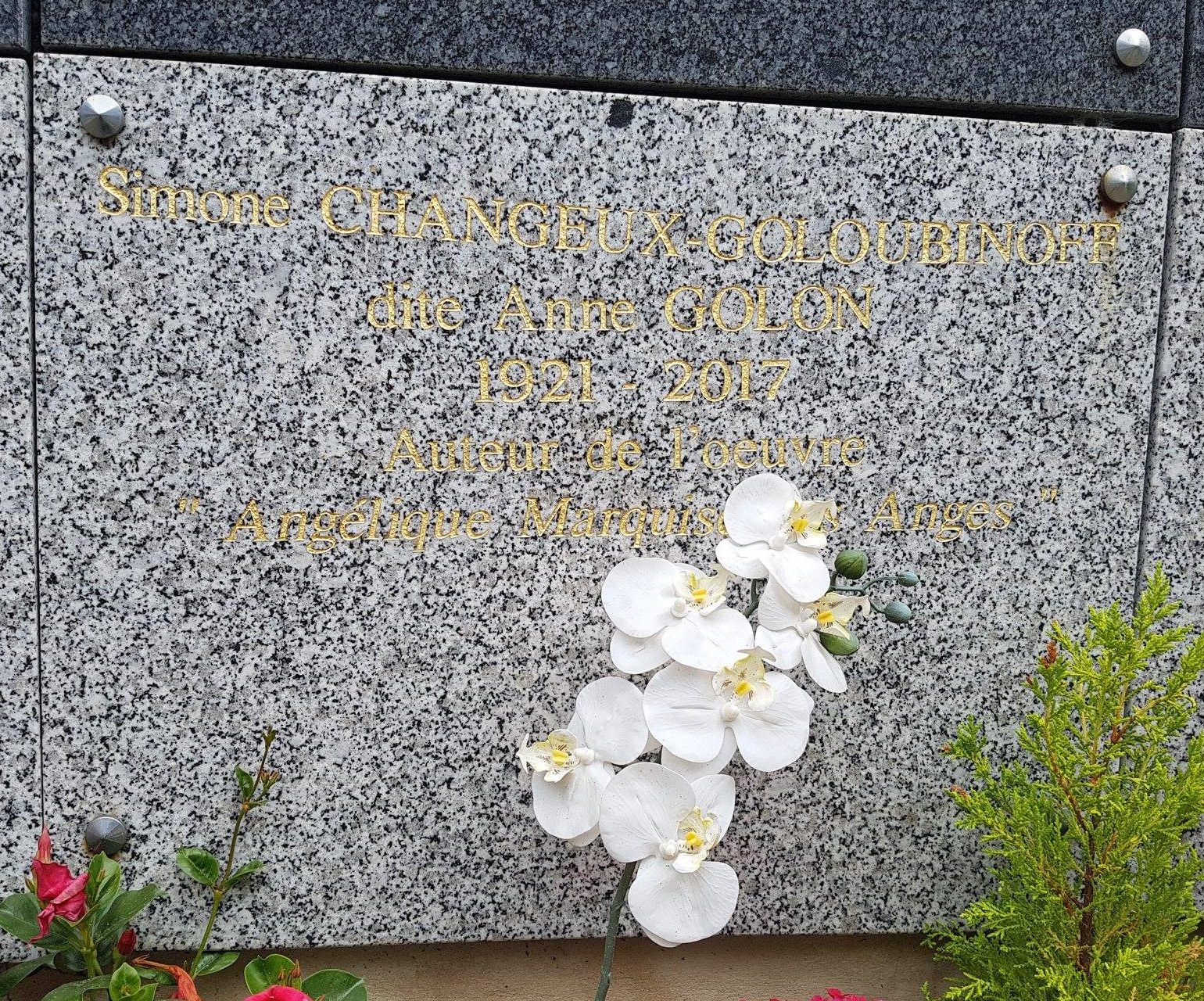
La tomba di Anne Golon

Nel 1959 la famiglia Golon si trasferì a Crans-Montana in Svizzera.
Nel 1972 Anne e Serge si trasferirono in Canada per compiere alcune ricerche per un romanzo della serie Angelica. Il 12 luglio di quello stesso anno Serge morì nel Québec. Dopo la morte del marito Anne ha però continuato a scrivere realizzando altri quattro volumi della serie e terminando la serie nel 1985 con il romanzo La vittoria di Angelica.
Negli anni '90 Anne ha intentato una causa contro l'editore francese Hachette per abuso di copyright e diritti d'autore non pagati. Nel 1995 il tribunale di Parigi ha ordinato alla società di cederle il 50% e non il 30% dei suoi diritti. La controversia legale si è conclusa nel 2005 e non ha riacquistato i suoi diritti fino al 2006.
Anne Golon è morta il 14 luglio 2017 di peritonite a Le Chesnay, comune alle porte di Versailles. Il suo funerale ha avuto luogo il 25 luglio nella Cattedrale di San Luigi a Versailles, dove è stata poi sepolta nel cimitero del quartiere di Montreuil. 

## Opere

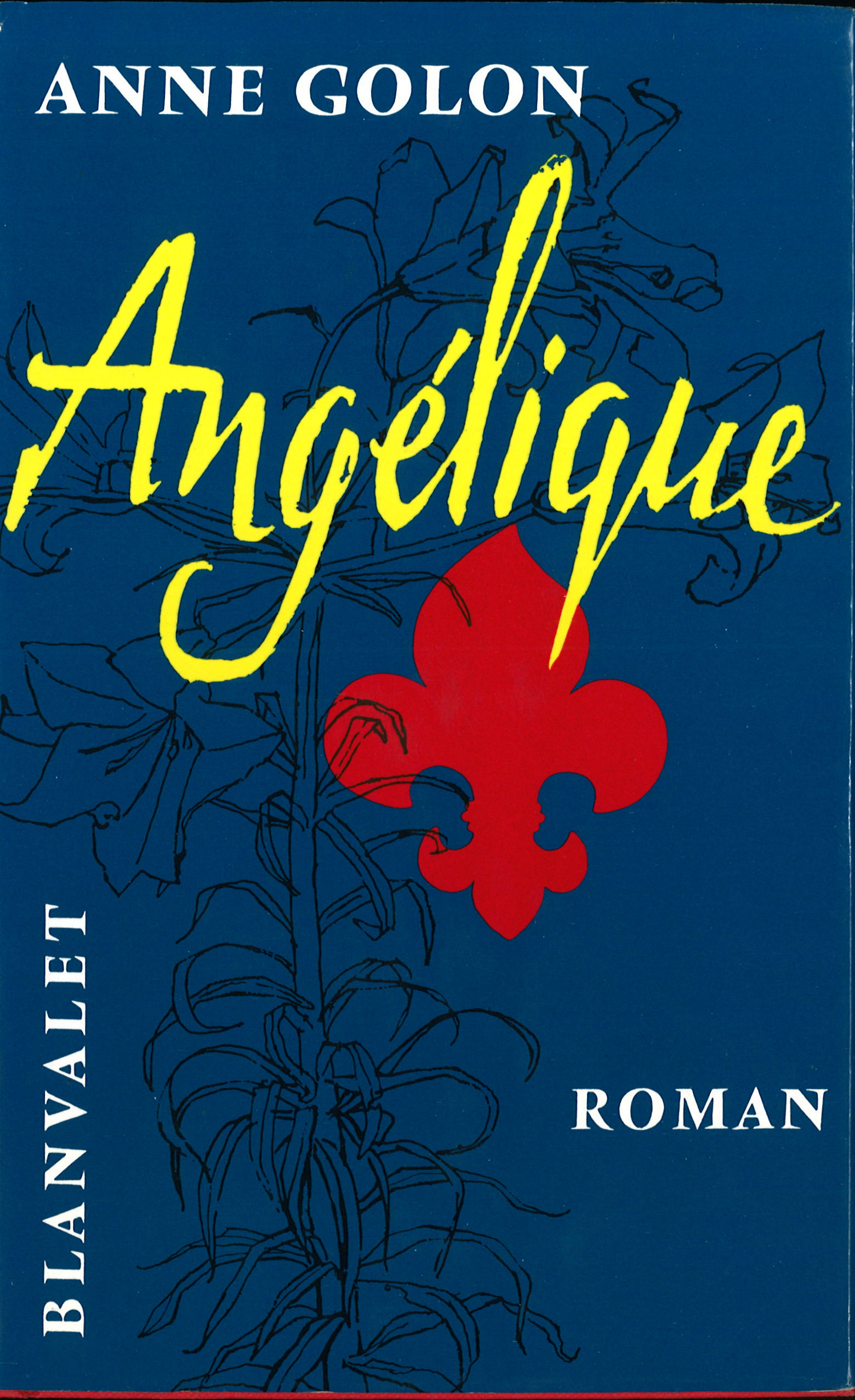
Angelica la Marchesa degli Angeli, edizione tedesca 1956

### La saga di Angelica[9]
| N. | Titolo italiano (edizione Vallardi) | Titolo originale                    | Anno (edizione originale) |
| -- | ----------------------------------- | ----------------------------------- | ------------------------- |
| 1  | Angelica la Marchesa degli Angeli   | Angélique Marquise des Anges        | 1957                      |
| 2  | Angelica sulla via di Versailles    | Angélique - Le chemin de Versailles | 1958                      |
| 3  | Angelica e l'amore del re           | Angélique et le Roy                 | 1959                      |
| 4  | Angelica l'indomabile               | Indomptable Angélique               | 1960                      |
| 5  | Angelica si ribella                 | Angélique se révolte                | 1961                      |
| 6  | Angelica e il Nuovo Mondo           | Angélique et son amour              | 1961                      |
| 7  | Angelica alla frontiera             | Angélique et le Nouveau Monde       | 1964                      |
| 8  | La tentazione di Angelica           | La tentation d'Angélique            | 1966                      |
| 9  | Angelica e la diavolessa            | Angélique et la Démone              | 1972                      |
| 10 | Angelica e il complotto delle ombre | Angélique et le complot des ombres  | 1976                      |
| 11 | Angelica a Quebec                   | Angélique à Québec                  | 1980                      |
| 12 | La sfida di Angelica                | Angélique à Québec                  | 1980                      |
| 13 | Angelica, la strada della speranza  | Angélique, la route de l'espoir     | 1984                      |
| 14 | Angelica, la fortezza del cuore     | La victoire d'Angélique             | 1985                      |
| 15 | La vittoria d'Angelica              | La victoire d'Angélique             | 1985                      |

### Scritti come Joëlle Danterne
- Au pays de derrière mes yeux
- Le Caillou d'or
- Master Kouki
- La Patrouille des Saints Innocents
- La Caisse de Limba
- Alerte au Tchad

### Scritti con Serge Golon
- Les Géants du Lac
- Le Cœur des Bêtes Sauvages
- Cartouche
- La Duchesse de Chevreuse
- Savorgnan de Brazza
- Raspoutine

## Filmografia

### Sceneggiatrice
- Maman de secours, regia di Louis Cuny – cortometraggio (1946)
- La femme en rouge, regia di Louis Cuny (1947)

### Regista
- Notre-Dame du Congo - cortometraggio documentaristico (1947)